# Lúcio Ribeiro
Lúcio Pinto Ribeiro es un deportista brasileño que compitió en vela en la clase Soling. Ganó dos medallas en el Campeonato Mundial de Soling, bronce en 2004 y oro en 2007.

## Palmarés internacional
| Campeonato Mundial | Campeonato Mundial    | Campeonato Mundial | Campeonato Mundial |
| Año                | Lugar                 | Medalla            | Clase              |
| ------------------ | --------------------- | ------------------ | ------------------ |
| 2004               | Porto Alegre (Brasil) | Medalla de bronce  | Soling             |
| 2007               | San Isidro (Brasil)   | Medalla de oro     | Soling             |